# 木村昴
木村昴（日语：／ Subaru Kimura，1990年6月29日—），德語名昴·薩穆埃爾·巴契（德語：Subaru Samuel Bartsch），出生於德國薩克森-安哈特州布蘭肯堡，日本男性聲優及演員。隸屬Atomic Monkey，代表作品為《哆啦A夢》第2期（剛田武）和假面騎士REVICE（懷斯 / 假面騎士VICE）。

## 經歷
木村昴是個德國和日本的混血兒，其父為德國人，原本為歌劇演員；其母為日本人，本身是聲樂家。7歲為止是在德國度過，精通德語。妹妹木村飛鳥以前也和哥哥同屬於兒童劇團。曾經一家人一起演出『モグモグGOMBO』。他畢業於東京都立晴海綜合高中，現在正就讀亞細亞大學；唸小學期間曾在日本電視模仿節目『まねキン』演出模仿羽賀研二，讓全場大吃一驚。由於這個契機又在日本電視『ものまねバトル』以利特爾羽賀這個名字演出好幾次。另外在『ザ!世界仰天ニュース』（2007年8月15日放送）客串演出時，被主持人中居正廣指出與日本電視廣播員鈴木崇司相似。而小學1年級時亦請母親買CD[TIC TAC TOE]（德語Hip Hop）來聽，受到極大衝擊，從此對Hip Hop無法忘懷。據說在高中就學時，與好友們結成[TAIFU-N]Hip Hop團體，每天下課都到學校屋頂跳舞。
2005年4月15日(15歲)起，木村昴代替立壁和也接任朝日電視台動畫『哆啦A夢』胖虎的聲優，讓人留下深刻印象
，2009年擔任親自成立的劇團天才劇団バカバッカ團長。2010年4月，他配演兒童音樂劇『HONK！』的「醜小鴨」獲得2009年度岡山市民劇場獎新銳獎，2013年4月則轉投新經理人公司Atomic Monkey。還有其才藝頗多，包括小提琴、吉他、鼓、空手道、劍術、Beat Box等，也是名可樂迷，愛好搜集世界各地的可樂。
目前接任花江夏樹成為東京電視台兒童晨間直播節目おはスタ的主持人。

## 出演作品
粗體字為主要角色

### 電視動畫
2005年
- 哆啦A夢（胖虎）

2011年
- 迴轉企鵝罐（高倉冠葉）

2012年
- 黑子的籃球（帕帕‧英百‧希吉）
- CØDE:BREAKER法外制裁者（平家將臣）

2013年
- 我不受歡迎，怎麼想都是你們的錯！（動畫的學生）
- GUNDAM創戰者（艾倫·亞當斯、系統聲音）

2014年
- 黑色子彈（保脇卓人）
- 乒乓 THE ANIMATION（佐久間學）
- GUNDAM創鬥者TRY（系統聲音）
- Baby Steps ~網球優等生~（通行人）

2015年
- 暗殺教室（寺坂龍馬）
- Fate/kaleid liner 魔法少女☆伊莉雅 2wei Herz!（嶽間澤凱介）
- Dance with Devils（南那城梅吉）

2016年
- 暗殺教室 第2期（寺坂龍馬）
- 石膏男團（教師、帝奧尼索斯、三田島次郎、友利、Abcii的保鑣、阿格里帕、犯人）
- 舞武器·舞亂伎（新走宗也）
- 影鱷－承－（本間丈二）
- 炸豬排DJ揚太郎（六ツ又池之輔／DJ IKENOSUKE!!!）
- GUNDAM創鬥者TRY 島上熱戰（系統聲音）
- 機動戰士GUNDAM 鐵血的孤兒 第二期（戴因·烏亥）
- 神裝少女小纏（指揮官）
- 夢幻慶典（夢幻慶典！系統聲）
- 排球少年！！烏野高中VS白鳥澤學園高中（天童覺）
- 3月的獅子（松本一砂）

2017年
- 遊戲王VRAINS（草薙翔一）
- 夢幻慶典R（夢幻慶典！系統聲、大運動會主持人）
- ROBOMASTERS THE ANIMATED SERIES（李雲騰）
- 3月的獅子 第2期（松本一砂）

2018年
- 紫羅蘭永恆花園（史賓賽·瑪爾伯洛）
- 閃電十一人 戰神的天秤（天野政道）
- 佐賀偶像是傳奇（饒舌歌手A）
- 火之丸相撲（金盛剛[5]）
- 狐狸之聲（張遙[6]）
- JoJo的奇妙冒險 黃金之風（貝西）
- 書店裡的骷髏店員本田（巴西君、S社編輯長）

2019年
- Star☆Twinkle 光之美少女（多拉姆斯）
- RobiHachi（アロ）
- 歌舞伎町夏洛克（雅也☆彡）
- 崛起！萌獸寵物店（BIG西鄉、半獸人塞高）

2020年
- 『催眠麥克風 -Division Rap Battle-』Rhyme Anima（山田一郎）
- 全员恶玉（小混混）
- 咒術迴戰（東堂葵）

2021年
- BEASTARS（第2期）（富力、山羊）
- 2.43 清陰高中男子排球社（大隈優介）
- ONE PIECE 和之國篇（巴其〈少年時期〉）
- 轉生成蜘蛛又怎樣！（魔族軍「第七軍軍團長」布羅）
- 勇者鬥惡龍 達伊的大冒險（喀魯旦帝）
- 美妙世界 The Animation（比特／尾藤大輔之丞）
- 東京復仇者（林田春樹）
- RE-MAIN（城島讓）
- IDOLiSH7 Third BEAT!（狗丸透真）
- 世界頂尖的暗殺者轉生為異世界貴族（MC）
- 鬼滅之刃 遊郭篇（渾身肌肉老鼠）

2022年
- 女學。II～Lucky Stars～（森村タケオ）
- 平家物語（平知盛）
- 射擊覺醒！激鬥瓶蓋人DX（赤牛翼）
- 遊戲王GO RUSH（旁白）
- 派對咖孔明（赤兔馬Kung fu）
- 鍵等 - 饒舌歌製作監修
- RWBY 冰雪帝國（卡登·溫徹斯特）
- 新網球王子 U-17 世界盃（J·J·高爾吉亞[7]）
- 無名怪談（無患子紅）

2023年
- 福星小子（犬男）
- YouTuNya（つよネコ[8]）
- 遊戲王GO RUSH（庫埃杜爾·貝爾加）
- 『催眠麥克風 -Division Rap Battle-』Rhyme Anima +（山田一郎[9]）
- 川越男子歌唱團（足立盡[10]）
- 咒術迴戰 第2期（東堂葵）

2024年
- 勇氣爆發Bang Bravern（龍馬·阿拉凱）
- 小小哥吉拉的逆襲（小小泰坦龍[11]）
- 異世界自殺突擊隊（鯊魚王[12]）

2025年
- ONE PIECE（佛朗基〈二代〉[13]）
- NYAIGHT OF THE LIVING CAT 活屍貓之夜（蓮[14]）

2026年
- 火喰鳥 羽州破鳶組（寅次郎[15]）

### OVA
2013年
- 人魚又上鉤（須藤）※漫畫第9卷特裝版附DVD

2014年
- 姐姐的妄想日记（福山阳平）※漫畫第6卷限定版附DVD

2015年
- 姐姐的妄想日记（福山阳平）※漫畫第7卷限定版附DVD

### 動畫電影
- 哆啦A夢電影作品（胖虎）
  - 哆啦A夢 大雄的恐龍2006
  - 哆啦A夢 大雄的新魔界大冒險~7人的魔法使者~
  - 哆啦A夢 大雄與綠之巨人傳
  - 哆啦A夢 新·大雄的宇宙開拓史
  - 哆啦A夢 大雄的人魚大海戰
  - 哆啦A夢 新‧大雄與鐵人兵團
  - 大雄的秘密道具博物館
  - 新·大雄的大魔境
  - STAND BY ME 多啦A夢
  - 大雄的宇宙英雄記
  - 新·大雄的日本诞生
  - 大雄的南极冰天雪地大冒险
  - 大雄的金銀島
  - 大雄的月球探測記
  - 大雄的新恐龍
  - STAND BY ME 多啦A夢 2
  - 大雄的宇宙小戰爭 2021
  - 大雄與天空的理想鄉
  - 大雄的地球交響樂
  - 大雄的繪畫世界物語[16]

2007年
- ふるさと-JAPAN（安部權治）

2021年
- 活了100天的鱷魚（鼴鼠）
- 扶桑花女孩之舞（コージ・レックス）
- 劇場版 咒術迴戰 0（東堂葵）

2022年
- 劇場版 RE:cycle of the PENGUINDRUM 前篇 你的列車是生存戰略（高倉冠葉）
- 劇場版 RE:cycle of the PENGUINDRUM 後篇 我愛你（高倉冠葉）
- 劇場版 關於我轉生變成史萊姆這檔事 紅蓮之絆篇（拉裘亞[17]）
- THE FIRST SLAM DUNK（櫻木花道[18]）

2023年
- 金之國 水之國（賈哈拉）
- 劇場版IDOLiSH7-偶像星願- LIVE 4bit BEYOND THE PERiOD（狗丸透真[19]）
- 劇場版城市獵人 天使之淚（艾斯帕達[20]）

2024年
- 劇場版 BLUE LOCK 藍色監獄 -EPISODE 凪-（舐岡了[21]）

2025年
- 電影版『催眠麥克風 -Division Rap Battle-』（山田一郎[22]）
- 與愛麗絲夢遊仙境 -Dive in Wonderland-（特威德爾姆[23]）

### 網路動畫
2016年
- 怪物彈珠（瀧井參仗）

2017年
- 夢幻慶典R（夢幻慶典！系統聲）

2018年
- 惡魔人 Crybaby（ガビ）

2020年
- 爆丸 裝甲聯盟（マルコ・チェザネロ）

2021年
- 極道主夫（剛田）
- 超級小偷（山米·迪索）
- 爆丸7 Geogan Rising（マルコ・チェザネロ）

2022年
- 做得很好！名作君（ダブルパンチ超）

2023年
- 終末的女武神II（雷電為右衛門[24]）
- 大怪獸卡美拉：重生（布洛迪[25]）
- 鬼武者（五郎丸[26]）
- BURN THE WITCH #0.8（賽爾比[27]）

2024年
- BEASTARS FINAL SEASON（富利[28]）

2025年
- 迪士尼 扭曲仙境 動畫版（Sam[29]）

### 遊戲
- 這個美妙的世界（尾藤大輔之丞）
- 哆啦A夢遊戲（胖虎）
  - 哆啦A夢 大雄的恐龍2006 DS
  - 哆啦A夢 大雄的新魔界大冒險 DS
  - 哆啦A夢Wii 秘密道具王決定戰！
  - 哆啦A夢 大雄與綠巨人傳DS
- IDOLiSH7（狗丸透真）
- 在茜色世界與君詠唱(藤原不比等)
- 東京放學後召喚師（五右衛門[30]）
- Kick-Flight疾空對決 巴基．畢格
- 聖火降魔錄風花雪月 （巴魯塔札爾）
- エリオスライジングヒーローズ（アッシュ・オルブライト）
- 劍魂VI（黃星京）
- 催眠麥克風 -Alternative Rap Battle-（山田一郎）

### 音樂企劃
- 催眠麥克風 -Division Rap Battle-  (山田一郎)

### 配音
- がんばれ!ベアーズ（エンゲルバーグ）
- さようならチップス先生
- 長江7號（暴龍）
- 皇家特工系列（益仔·安文）
- 音速小子2（納克魯斯）
- 變形金剛初始篇（D-16／密卡登）

#### 動畫
2004年
- スタンリー（ライオネル）

### 特攝
- 動物戰隊獸王者（波林蓋恩）
- 宇宙戰隊九連者（旁白、星座衝擊鎗語音、廣播人員）
- 魔進戰隊煌輝者（爆彈邪面）
- 假面騎士REVICE（懐斯 / 假面騎士VICE、木村昴(本人)）

### 解說
- NHK德語講座

### 電視節目
- おはスタ 第1部 おはキッズ（東京電視台）
- ザ!世界仰天ニュース（日本電視台2007年8月15日放送）
- やぐちひとり
- ものまねバトル（日本電視台）
- まねキン
- ココリコミラクルタイプ
- ぼいすた!（TBS電視台）

### 電視劇
- NHK大河劇（NHK）
  - 鎌倉殿的13人 第3回（2022年1月23日） - 以仁王
  - 怎麼辦家康（2023年） - 渡边守纲
- 世界奇妙物語 秋之特別篇2022「與前男友的三角關係」（2022年） - Jun
- Maybe 聽見戀愛（2023年） - 深町裕人
- 班上的女孩子，我全都喜歡過（2024年） - 枝松脛男

### 電影
- 赤羽骨子的秘密保鑣（2024年） - 大叢井巌

### 舞台

#### 音樂劇
- 安妮 兒童角色（2002年）
- HONK!! 醜小鴨角色（2006年12月～2010年8月）
- 歌劇「魔笛」
- Tiptap presents 宇宙鑽石

#### 劇團公演
- 『40%』 （2009年10月30日～11月1日　新宿向陽劇場）
- 『発砲事件。』 （2010年5月13日～16日　荻窪メガバックス劇場）
- 『いんしつ』 （2010年10月22日～24日　明石藝術工作室）
- 『このヨル、あけないで』 （2011年2月10日～13日　明石藝術工作室）
- 『欲しけりゃくれてやる』 （2011年5月25日～29日　劇場MOMO）
- 『ひーろー』 （2011年8月26日～8月28日　明石スタジオ）　番外公演 ～天才劇団バカバッカ×AKATUSKI Projectコラボ公演 "PLAY for Japan"～
- 『Birthday』 （2011年10月4日～10月9日　Gallery LE DECO）　番外公演Vol.2 ～藝術劇団バカバッカ BAKA meets ART～

#### 其他的舞台
- SPONTANEOUS（スポタニ） 『おいしい夕食』 （2011年3月4日～3月6日　MAKOTO劇場銀座）

### 廣播
- FM劇場『僕らはみんな』（NHK-FM、2008年1月26日）

### 廣告
- UGA (卡拉ＯＫ)（2008年12月 - 、聲的演出）

### 雜誌
- 《Ollie》

## 外部連結
- 官方Profile （日語）
- 木村昴 官方網誌　『新★ガキ大SHOW日誌 !!』 （页面存档备份，存于） （日語） - （2009年8月18日 - ）
- 木村昴的Instagram帳戶 （日語）
- 天才劇団バカバッカ 官方網站 （页面存档备份，存于） （日語）

| 前任： 內藤秀一郎 （假面騎士聖刃） | 日本假面騎士系列主騎士演員 (聲) 假面騎士REVICE 同期：前田拳太郎 2021年9月5日-2022年 | 繼任： 目前最新一任 |